# 주식시장

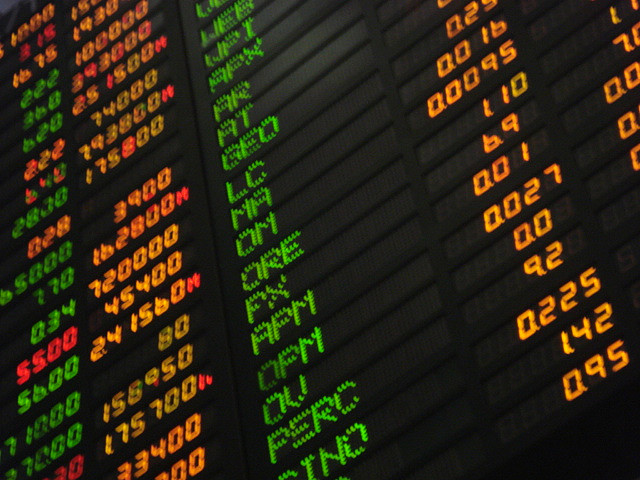

주식시장(株式市場, 영어: stock market)은 기업의 주식과 이에 대한 파생상품의 거래가 이루어지는 공개된 혹은 공개되지 않은 시장을 말한다. 주식 시장에서 이들의 거래는 사는 쪽과 파는 쪽 양쪽이 모두 동의하는 가격에서 성립된다.

## 개요
기업은 그 사업에 필요한 자금을 조달하는 데에 있어서 한편으로는 자기자금으로 조달하고 다른 한편에선 기업의 외부에서 조달한다. 외부자금에는 금융기관으로부터의 차입(借入)·사채(社債) 및 주식이 있으며 주식은 그 회사의 자기 자본이 된다. 이 주식의 모집·매출 및 매매가 행해지는 시장을 주식시장이라고 한다. 오늘날 주식시장이라 하면 곧 머리에 떠오르는 것은 증권거래소나 증권회사의 점두(店頭)인데 증권거래소는 주식이 매매되고 유통되는 시장의 하나에 불과하다. 주식이 매매되는 시장을 유통시장이라고 하는 것이며 주식이 발행 또는 매출되어 투자가가 응모하기까지의 과정을 발행시장이라고 한다. 순서로는 주식의 발행이 행해짐으로써 그 유통시장이 생기는 것이나 투자자측에서 보면 자금이 필요할 때 언제라도 주식을 환금(換金)할 수 있기 때문에 정상 유통시장이 있는 것이 바람직하며 만일 주식에 유통성이 없어지면 주식투자에 향해질 자금이 축소되므로 주식의 발행이 어렵게 된다. 또 주식의 발행시장이 확대되지 않는 한 그 유통시장의 발전은 어려우므로 발행시장과 유통시장은 밀접한 관계에 있어 상호 작용을 하고 있는 것이다.  일반적으로 주식을 발행하는 데에는 두 가지 경우가 있다. 주식회사의 설립에 수반하는 발행과 기존회사의 신주식 발행(增資)이 있다.  신주식 발행에는 누가 신주식의 모집수속을 행하는가에 따라 발행회사가 스스로 모집하는 자기모집(自己募集)과 증권회사에 모집을 위탁하는 위탁모집(委託募集)이 있다. 또한 누가 신주식에 응모하는가에 따라 주주할당(株主割當)·제3자 할당·공모(公募)로 나뉜다.

## 증권거래소
증권거래소는 주식, 채권 등을 사고 팔 수 있는 거래소이다. 한국의 경우 한국거래소가 있다.

## 역사
12세기 프랑스에서 courretiers de change는 은행들 대신 농업 공동체의 빚을 관리하과 규제하는 일에 관여했다. 이 사람들은 부채로 거래했으므로 이들은 최초의 중개인으로 불릴 수 있었다.
17, 18세기에 네덜란드 사람들은 현대의 금융체계의 토대를 놓는데 일조했던 여러 금융적 혁신을 개척했다.

## 같이 보기
- 사이드카 (주식 시장)
- 서킷브레이커 (주식 시장)
- 1월 효과(영어판)
- 5월에 팔아라(영어판)